# لمانت (آیووا)
لمانت (به انگلیسی: Lamont) شهری در ایالت آیووا کشور ایالات متحده آمریکا است که جمعیت آن در سرشماری سال ۲۰۱۰ میلادی، ۴۶۱ نفر بوده‌است.